# Blakesley
Blakesley is een civil parish in het bestuurlijke gebied South Northamptonshire, in het Engelse graafschap Northamptonshire met 508 inwoners.